# Cheumatopsyche vannotei
Cheumatopsyche vannotei là một loài Trichoptera trong họ Hydropsychidae. Chúng phân bố ở miền Tân bắc.